# 瀧本誠
瀧本 誠（たきもと まこと、1974年12月8日 - ）は、日本の男性柔道家、総合格闘家。茨城県岩井市（現・坂東市）出身。柔道五段。2000年シドニーオリンピック柔道男子81kg級金メダリスト。
2000年シドニーオリンピックの際には、当時の柔道家では珍しい茶色に染めた髪、国歌斉唱時に手を胸に置く仕草などユニークなエピソードをマスコミに提供。「柔道界の異端児」とも評された。柔道家時代の得意技は、袖釣り込み腰、内股。
総合格闘技に転向・引退後、柔道指導者として活動している。

## 来歴

### 柔道
実家は青果店を経営。たまたま客に柔道の先生がいて誘われたのがきっかけで、6歳（小学1年）の時に柔道を始める。中学入学と同時に上京、講道学舎に入門（吉田善行、小斎武志、大山峻護らが同期）。世田谷区立弦巻中学校、世田谷学園高校、日本大学を卒業。大学卒業後は日本中央競馬会に所属し、シドニーオリンピック柔道男子81kg級金メダリストとなった。
2002年に日本中央競馬会を退職し、フランスのクラブチーム「USオルレアン」所属となった。
2003年に帰国すると埼玉栄高校職員を務めながら、アテネオリンピック出場を目指すも、2004年4月4日の全日本選抜柔道体重別選手権大会（兼アテネオリンピック代表最終選考会）男子81kg級の決勝で塘内将彦に袖釣り込み腰で一本負けし、代表権を逃した。

### 総合格闘技
2004年12月7日、総合格闘家への転向、PRIDE参戦を表明。
2004年12月31日、総合格闘技デビュー戦となったPRIDE 男祭り 2004で相撲界から転向してきた戦闘竜と対戦。判定で勝利し、デビュー戦を勝利で飾る。完勝ではなかったことから、試合後リング上で「今日、試合するまで、総合格闘技をなめてました。どうもすいませんでした。」と涙ぐみながら発言した。
2005年6月26日、PRIDE GRANDPRIX 2005 2nd ROUNDで田村潔司と対戦し、判定負け。
2005年10月23日、PRIDE.30で同じく柔道出身のユン・ドンシクと対戦し、判定勝ち。瀧本は半袖の柔道着、ユンはスパッツ姿での対戦となった。
2005年12月31日、PRIDE 男祭り 2005で菊田早苗と対戦し、判定負け。
2006年6月4日、PRIDE 武士道 -其の十一-で行なわれたウェルター級（-83kg）グランプリ1回戦でゲガール・ムサシと対戦し、ムサシのパンチで右眼窟底骨折し、ドクターストップ負け。
2007年4月8日、PRIDE.34でゼルグ・"弁慶"・ガレシックと対戦。苦しい展開となるも、チキンウィングアームロックで逆転一本勝ち。
2007年12月31日、やれんのか! 大晦日! 2007でムリーロ・ブスタマンチと対戦し、僅差の判定勝ち。
2008年3月5日、戦極旗揚げ戦戦極 〜第一陣〜でエヴァンゲリスタ・サイボーグと対戦し、アキレス腱固めで一本負け。
2008年8月24日、戦極 〜第四陣〜でフランク・トリッグと対戦し、判定負け。
2009年5月2日、ウェルター級転向初戦となった戦極 〜第八陣〜でマイケル・コスタと対戦し、ヒールホールドによる一本勝ち。
2010年3月16日、現役引退を発表。

### 引退後
2011年開校の世田谷区スポーツ振興財団世田谷ジュニアアカデミーにて「柔道アカデミー」の総合監修を務める。2013年には早稲田大学スポーツ科学学術院社会人修士課程1年制の第7期生（2012年度卒業生)として修了。柔道指導、柔道に関する講演や雑誌連載（『近代柔道』「誠が翔ける！」）のほか、2014年から駒澤大学で講師を務める。2015年にはバラエティ番組「ぶっこみジャパニーズ」に出演。
私生活では、2005年に結婚し、一男一女の父親。

## 戦績
| 総合格闘技 戦績 | 総合格闘技 戦績 | 総合格闘技 戦績 | 総合格闘技 戦績 | 総合格闘技 戦績 | 総合格闘技 戦績 | 総合格闘技 戦績 |
| --------------- | --------------- | --------------- | --------------- | --------------- | --------------- | --------------- |
| 11 試合         | (T)KO           | 一本            | 判定            | その他          | 引き分け        | 無効試合        |
| 6 勝            | 0               | 2               | 4               | 0               | 0               | 0               |
| 5 敗            | 1               | 1               | 3               | 0               | 0               | 0               |

| 勝敗 | 対戦相手                     | 試合結果                                 | 大会名                                                   | 開催年月日     |
| ○    | イ・ジェソン                 | 5分3R終了 判定3-0                        | 戦極 〜第十陣〜                                          | 2009年9月23日  |
| ○    | マイケル・コスタ             | 1R 3:31 ヒールホールド                   | 戦極 〜第八陣〜                                          | 2009年5月2日   |
| ×    | フランク・トリッグ           | 5分3R終了 判定0-3                        | 戦極 〜第四陣〜                                          | 2008年8月24日  |
| ×    | エヴァンゲリスタ・サイボーグ | 1R 4:51 アキレス腱固め                   | 戦極 〜第一陣〜                                          | 2008年3月5日   |
| ○    | ムリーロ・ブスタマンチ       | 2R（10分/5分）終了 判定2-1               | やれんのか! 大晦日! 2007                                 | 2007年12月31日 |
| ○    | ゼルグ・"弁慶"・ガレシック   | 1R 5:40 チキンウィングアームロック       | PRIDE.34                                                 | 2007年4月8日   |
| ×    | ゲガール・ムサシ             | 1R 5:36 ドクターストップ（右眼窟底骨折） | PRIDE 武士道 -其の十一- 【ウェルター級グランプリ 1回戦】 | 2006年6月4日   |
| ×    | 菊田早苗                     | 3R（10分/5分/5分）終了 判定0-3           | PRIDE 男祭り 2005 頂-ITADAKI-                            | 2005年12月31日 |
| ○    | ユン・ドンシク               | 3R（10分/5分/5分）終了 判定3-0           | PRIDE.30 STARTING OVER                                   | 2005年10月23日 |
| ×    | 田村潔司                     | 3R（10分/5分/5分）終了 判定0-3           | PRIDE GRANDPRIX 2005 2nd ROUND                           | 2005年6月26日  |
| ○    | 戦闘竜                       | 3R（10分/5分/5分）終了 判定3-0           | PRIDE 男祭り 2004 -SADAME-                               | 2004年12月31日 |

## 獲得タイトル
- 全国中学校大会 中量級 優勝（1989年）
- インターハイ 中量級 優勝（1992年）
- アジア選手権 78kg級 優勝（1995年）
- 全日本学生体重別選手権大会 78kg級 優勝（1996年）
- ドイツ国際 78kg級 優勝（1997年）
- 全日本選抜柔道体重別選手権大会 81kg級 優勝（1997年）
- 講道館杯日本体重別選手権大会 81kg級 優勝（1997年）
- 講道館杯日本体重別選手権大会 81kg級 優勝（1998年）
- 全日本選抜柔道体重別選手権大会 81kg級 優勝（1999年）
- ドイツ国際大会 81kg級 優勝（2000年）
- 全日本選抜柔道体重別選手権大会 81kg級 優勝（同大会2連覇）（2000年）
- 2000年シドニーオリンピック 柔道 81kg級 優勝（2000年）
- 講道館杯日本体重別選手権大会 81kg級 優勝（2001年）
- 全日本選抜体重別選手権大会 81kg級 準優勝（2004年）

## 指導者の観点から
2012年11月、プロ野球球団の北海道日本ハムファイターズがドラフト1位指名した大谷翔平（花巻東高）と入団交渉した際、提示した資料「夢への道しるべ～日本スポーツにおける若年期海外進出の考察～」に、資料作成協力者として、日本ハム球団ホームページ内の資料に名前が記載されている。